# TotalTV (Canada)
Pour les articles homonymes, voir TotalTV.
TotalTV est un service de distribution télévisuel en utilisant le protocole IPTV par abonnement fourni par Distributel, lancé en 2013 en tant que Zazeen TV. Le service est disponible dans les zones urbaines de l'Ontario et du Québec,.

## Services

### Télévision
TotalTV est un service de télévision par abonnement traditionnel diffusé via IPTV. Tous les abonnements TotalTV doivent être jumelés à un service Internet haute vitesse de la famille de marques Distributel ou à un autre agent TotalTV éligible.

## Changement de marque
En septembre 2020, Zazeen a été rebaptisé TotalTV. Dans le cadre du changement de nom, les nouveaux clients ne peuvent plus s'inscrire directement au service. Au lieu de cela, l'inscription à un nouveau service doit être effectuée via Distributel ou un FAI affilié à Distributel. Contrairement à Zazeen également, TotalTV ne propose plus de services Internet ou VoIP.